# Dispur
Dispur (en asamés: দিছপুৰ) es la capital de Assam desde 1973, durante su separación de Megalaya, un estado en el noreste de la India. Está ubicado a 10 km al sur de Guwahati y a 49 m sobre el nivel del mar.

## Demografía
Según estimación 2010 contaba con una población de 9 829 habitantes.

## Clima
Dispur tiene veranos cálidos e inviernos fríos como es el caso de Guwahati. Los inviernos son acompañados de lluvias ocasionales. La temporada del monzón comienza a finales de junio. Los monzones suelen ir acompañados de tormentas severas con fuertes lluvias.